# Piezocera ataxia
Piezocera ataxia är en skalbaggsart som beskrevs av Martins 1976. Piezocera ataxia ingår i släktet Piezocera och familjen långhorningar. Inga underarter finns listade i Catalogue of Life.